# Bart Starr
Bryan Bartlett "Bart" Starr (9 de janeiro de 1934 – 26 de maio de 2019) foi um jogador e treinador de futebol americano dos Estados Unidos. Usando a camisa #15, ele atuou como quarterback pelo Green Bay Packers de 1956 a 1971 e foi Most Valuable Player de dois Super Bowls. Ele foi selecionado quatro vezes para o Pro Bowl e foi para o Pro Football Hall of Fame em 1977. Filho de um oficial da Força Aérea, Starr começou a jogar futebol americano ainda na escola em Montgomery, Alabama, onde ele entrou para o Hall da Fama da escola. Ele então atuou pela University of Alabama, e foi então selecionado na 17ª rodada do Draft da NFL de 1956. Quando encerrou sua carreira como jogador, Starr se tornou treinador dos Packers por nove temporadas (1975–1983), onde não foi tão bem sucedido, com uma campanha de 52 vitorias e 76 derrotas (além de três empates).
Como quarterback do treinador Vince Lombardi, os Packers de Starr venceram o NFL Championship de 1961, 1962, 1965, 1966 e 1967. Logo depois, em 1966 e 1967, ele liderou os Packers na conquista de duas vitórias seguidas no Super Bowl (edições I e II) contra adversários da AFL e foi nomeado Jogador Mais Valioso (MVP) dos dois jogos. Ele é o único quarterback a levar sua equipe a conquista de cinco títulos da NFL (antes da era do Super Bowl). Starr tem o maior passer rating (104,8) entre todos os jogadores da história da NFL em pós-temporada, onde venceu nove de dez jogos que disputou. Quando se aposentou como jogador, em 1972, tinha a melhor média de passes completados (57,4%) na carreira entre os jogadores da liga.
Starr faleceu em maio de 2019 devido a complicações sofridas após um derrame.

## Honras

Número aposentado de Starr pelo Packers em 1973

Em 1999, Starr foi rankeado como 41ª jogador na lista da The Sporting News dos 100 Maiores Jogadores da História.
Ele é um dos seis jogadores do Green Bay Packers a ter seu número (15) aposentado pelo time. Os outros são Tony Canadeo (3), Don Hutson (14), Ray Nitschke (66), Reggie White (92) e Brett Favre (4). Dos seis, apenas Favre continua vivo.
Starr tem um prêmio com seu nome dado pela NFL. O Bart Starr Award é dado anualmente pela liga, por um grupo de juizes, a um jogador que se destacou durante o ano.

## Estatísticas
| Ano   | Passando | Passando | Passando | Passando | Passando |  | Correndo | Correndo | Correndo | Correndo |
| Ano   | Ten      | Comp     | Jardas   | TD       | Int      |  | Ten      | Jardas   | Média    | TD       |
| ----- | -------- | -------- | -------- | -------- | -------- |  | -------- | -------- | -------- | -------- |
| 1956  | 44       | 24       | 325      | 2        | 3        |  | 5        | 35       | 7.0      | 0        |
| 1957  | 215      | 117      | 1.489    | 8        | 10       |  | 31       | 98       | 3.1      | 3        |
| 1958  | 157      | 78       | 875      | 3        | 12       |  | 25       | 113      | 4.5      | 1        |
| 1959  | 134      | 70       | 972      | 6        | 7        |  | 16       | 83       | 5.2      | 0        |
| 1960  | 172      | 98       | 1.358    | 4        | 8        |  | 7        | 12       | 1.7      | 0        |
| 1961  | 295      | 172      | 2.418    | 16       | 16       |  | 12       | 56       | 4.7      | 1        |
| 1962  | 285      | 178      | 2.438    | 12       | 9        |  | 21       | 72       | 3.4      | 1        |
| 1963  | 244      | 132      | 1.855    | 15       | 10       |  | 13       | 116      | 8.9      | 0        |
| 1964  | 272      | 163      | 2.144    | 15       | 4        |  | 24       | 165      | 6.9      | 3        |
| 1965  | 251      | 140      | 2.055    | 16       | 9        |  | 18       | 169      | 9.4      | 1        |
| 1966  | 251      | 166      | 2.257    | 14       | 3        |  | 21       | 104      | 5.0      | 2        |
| 1967  | 210      | 115      | 1.823    | 9        | 17       |  | 21       | 90       | 4.3      | 0        |
| 1968  | 171      | 109      | 1.617    | 15       | 8        |  | 11       | 62       | 5.6      | 1        |
| 1969  | 148      | 92       | 1.161    | 9        | 6        |  | 7        | 60       | 8.6      | 4        |
| 1970  | 255      | 140      | 1.645    | 8        | 13       |  | 12       | 62       | 5.2      | 1        |
| 1971  | 45       | 24       | 286      | 0        | 3        |  | 3        | 11       | 3.7      | 1        |
| Total | 3.149    | 1.808    | 24.718   | 152      | 138      |  | 247      | 1.308    | 5.3      | 15       |